# Prepona leuctra
Prepona leuctra är en fjärilsart som beskrevs av Hans Fruhstorfer 1904. Prepona leuctra ingår i släktet Prepona och familjen praktfjärilar. Inga underarter finns listade i Catalogue of Life.